# STS-96
STS-96, voluit Space Transportation System-96, was een spaceshuttlemissie van de Discovery naar het Internationaal ruimtestation ISS. Naast materiaal voor het ruimtestation vervoerde de vlucht de STARSHINE-1 satelliet die in een baan rond de aarde werd gebracht.

## Bemanning
| Positie            | Lancering                       | Landing                         |                                 |
| ------------------ | ------------------------------- | ------------------------------- | ------------------------------- |
| Bevelhebber        | Kent Rominger 4e ruimtevlucht   | Kent Rominger 4e ruimtevlucht   |                                 |
| Piloot             | Rick Husband 1e ruimtevlucht    | Rick Husband 1e ruimtevlucht    |                                 |
| Missiespecialist 1 | Daniel Barry 2e ruimtevlucht    | Daniel Barry 2e ruimtevlucht    |                                 |
| Missiespecialist 2 | Ellen Ochoa 3e ruimtevlucht     | Ellen Ochoa 3e ruimtevlucht     | Ellen Ochoa 3e ruimtevlucht     |
| Missiespecialist 3 | Tamara Jernigan 5e ruimtevlucht | Tamara Jernigan 5e ruimtevlucht | Tamara Jernigan 5e ruimtevlucht |
| Missiespecialist 4 | Julie Payette 1e ruimtevlucht   | Julie Payette 1e ruimtevlucht   | Julie Payette 1e ruimtevlucht   |
| Missiespecialist 5 | Valeri Tokarev 1e ruimtevlucht  | Valeri Tokarev 1e ruimtevlucht  | Valeri Tokarev 1e ruimtevlucht  |

## Media

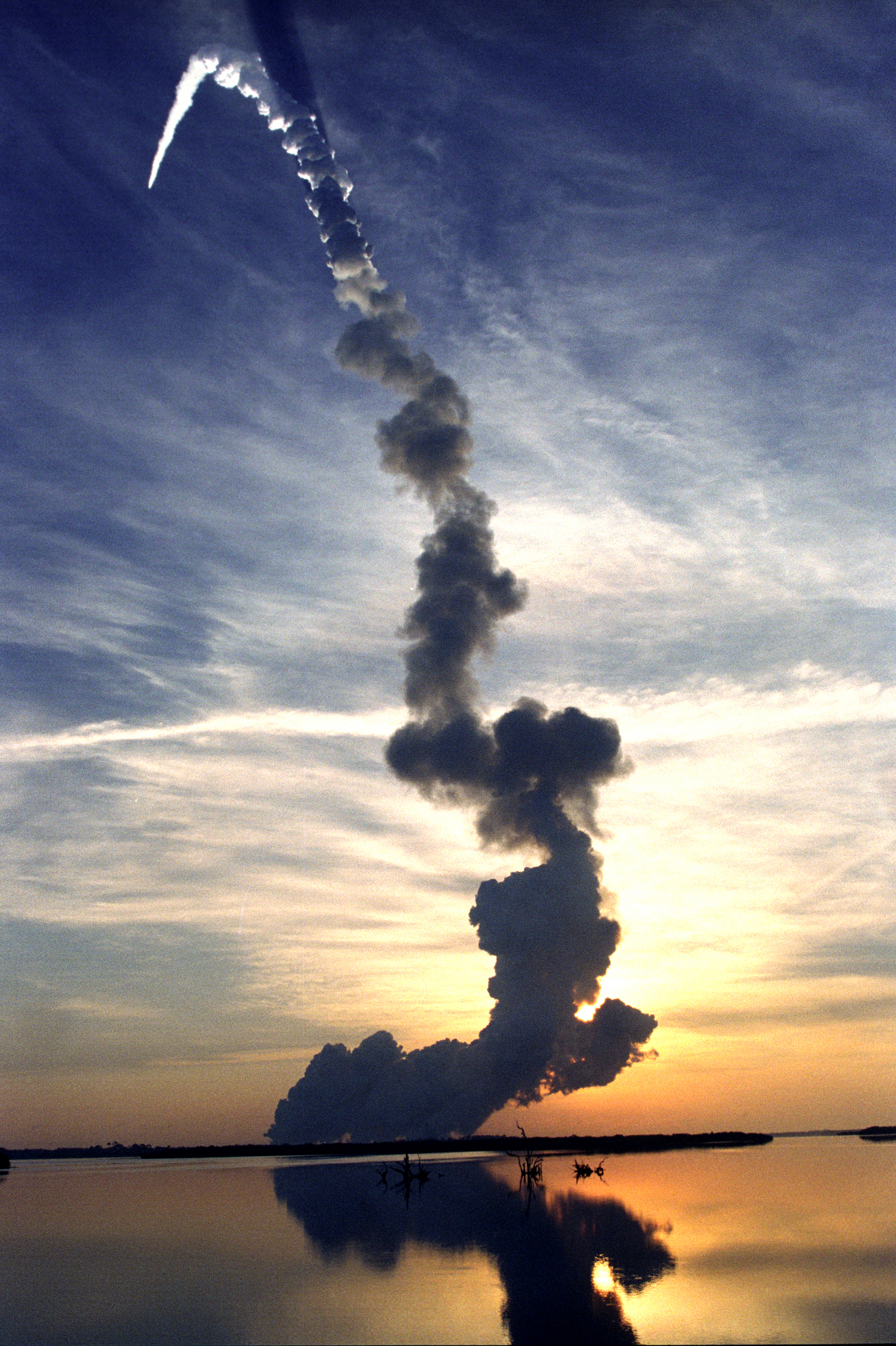
Lancering